# Heliophanus stylifer
Heliophanus stylifer är en spindelart som beskrevs av Simon 1878. Heliophanus stylifer ingår i släktet Heliophanus och familjen hoppspindlar. Inga underarter finns listade i Catalogue of Life.